# United States Steel
United States Steel Corporation eller U.S. Steel er en amerikansk stålproducent med hovedkvarter i Pittsburgh, Pennsylvania. Deres produktion foregår primært i USA og Centraleuropa. I 2001 fik virksomheden sit nuværende navn United States Steel.
1. ↑  Navnet er anført på engelsk og stammer fra Wikidata hvor navnet endnu ikke findes på dansk.